# 나카야 우키치로

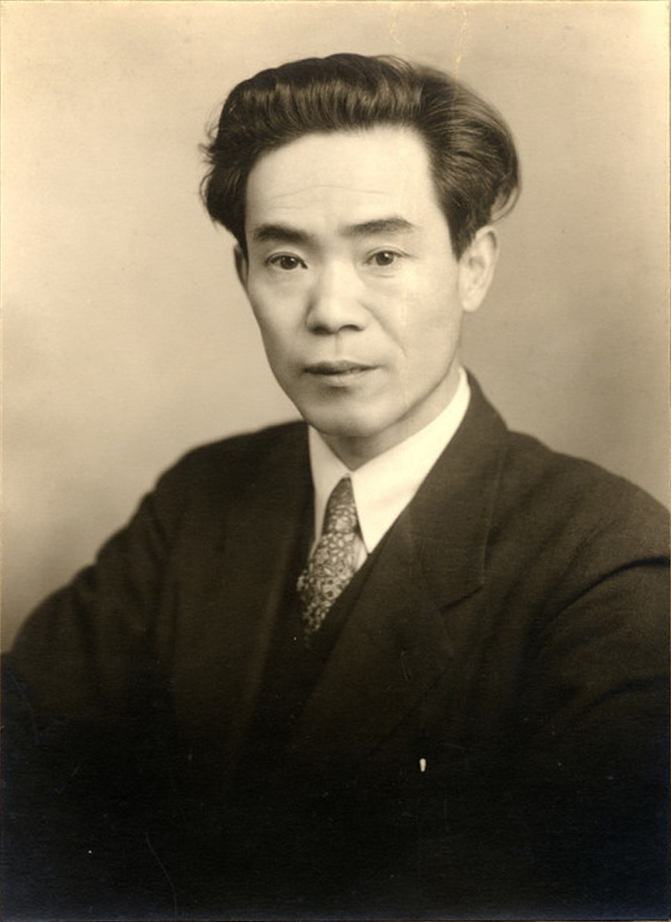

나카야 우키치로(中谷 宇吉郎, 1900년 7월 4일 ~ 1962년 4월 11일)는 일본 쇼와 시기의 물리학자이자 수필가이다.

## 생애
이시카와 현 가타야마쓰(石川縣 片山津)에서 태어났다. 도쿄 대학교 물리학과를 졸업하고, 1928년 영국에 유학한 후 1932년에 홋카이도 대학교 교수로 부임했다. 대학 시절에는 당대의 물리학자이자 시인이며, 수필가인 데라다 도라히코(寺田寅彦, 1878∼1935)에게 사사해, 오랫동안 학풍과 인맥을 같이했다. 1941년 눈의 결정 연구로 학사원상을 수상했다. 종전 후 홋카이도 대학 농업물리연구소 및 저온과학연구소 소장, 미국 프린스턴 고급과학연구소 교수, 국제설빙위원회 부위원장 등을 역임했다. 그동안 자연과 인생에 대한 독자적 통찰이 넘치는 수필을 다수 발표했다. 저서로는 ≪근년의 불꽃 방전에 대한 연구≫(1936), ≪겨울 꽃≫, ≪눈≫(1938), ≪번개≫(1939), ≪눈의 연구≫, ≪과학과 사회≫(1949), ≪과학의 방법≫(1958) 등이 있으며, 분페이는 1977년에 ≪나카야 우키치로의 생애≫를 출판했다.